# Bergkirche Niedergründau

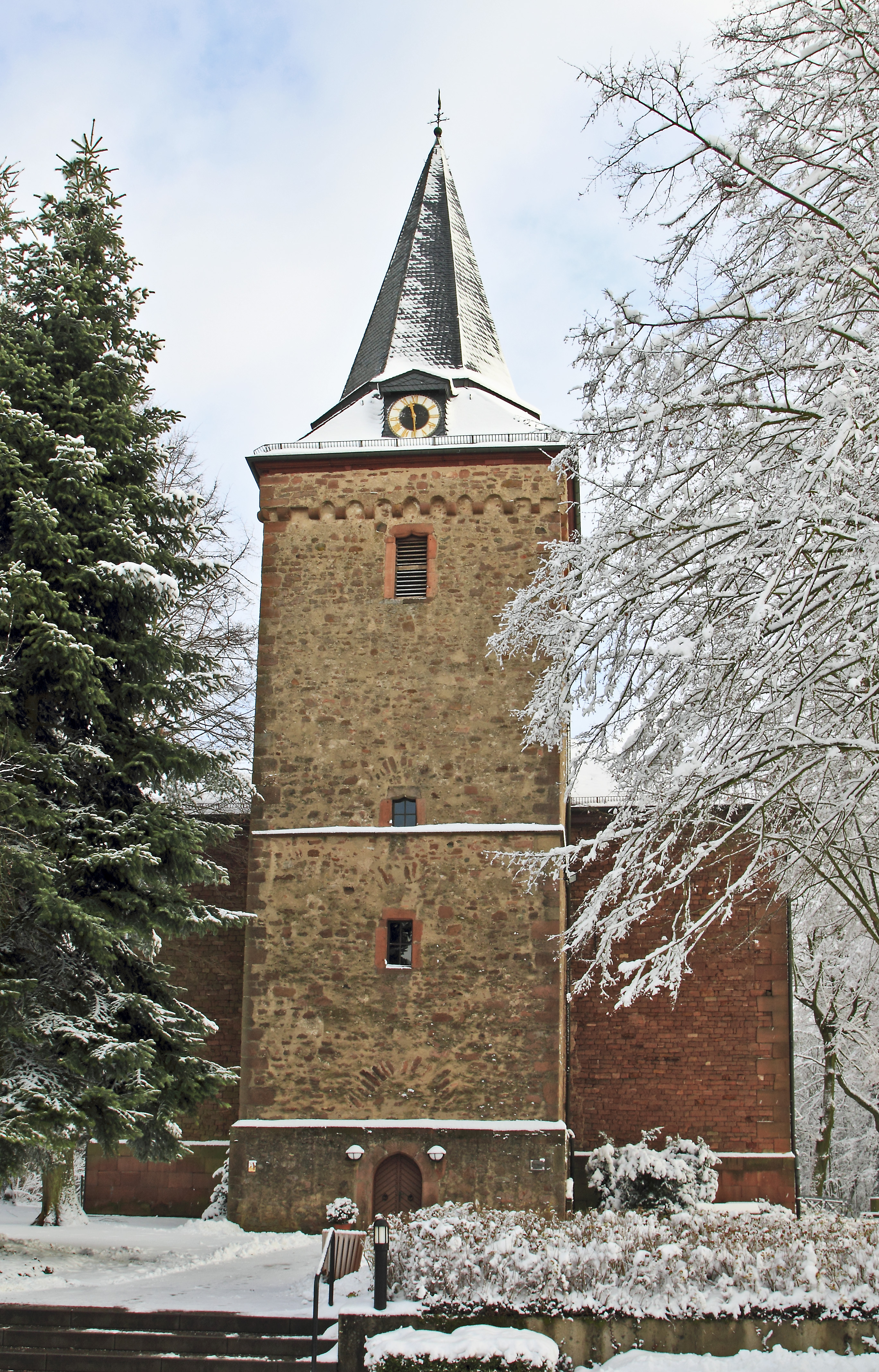
Bergkirche Niedergründau

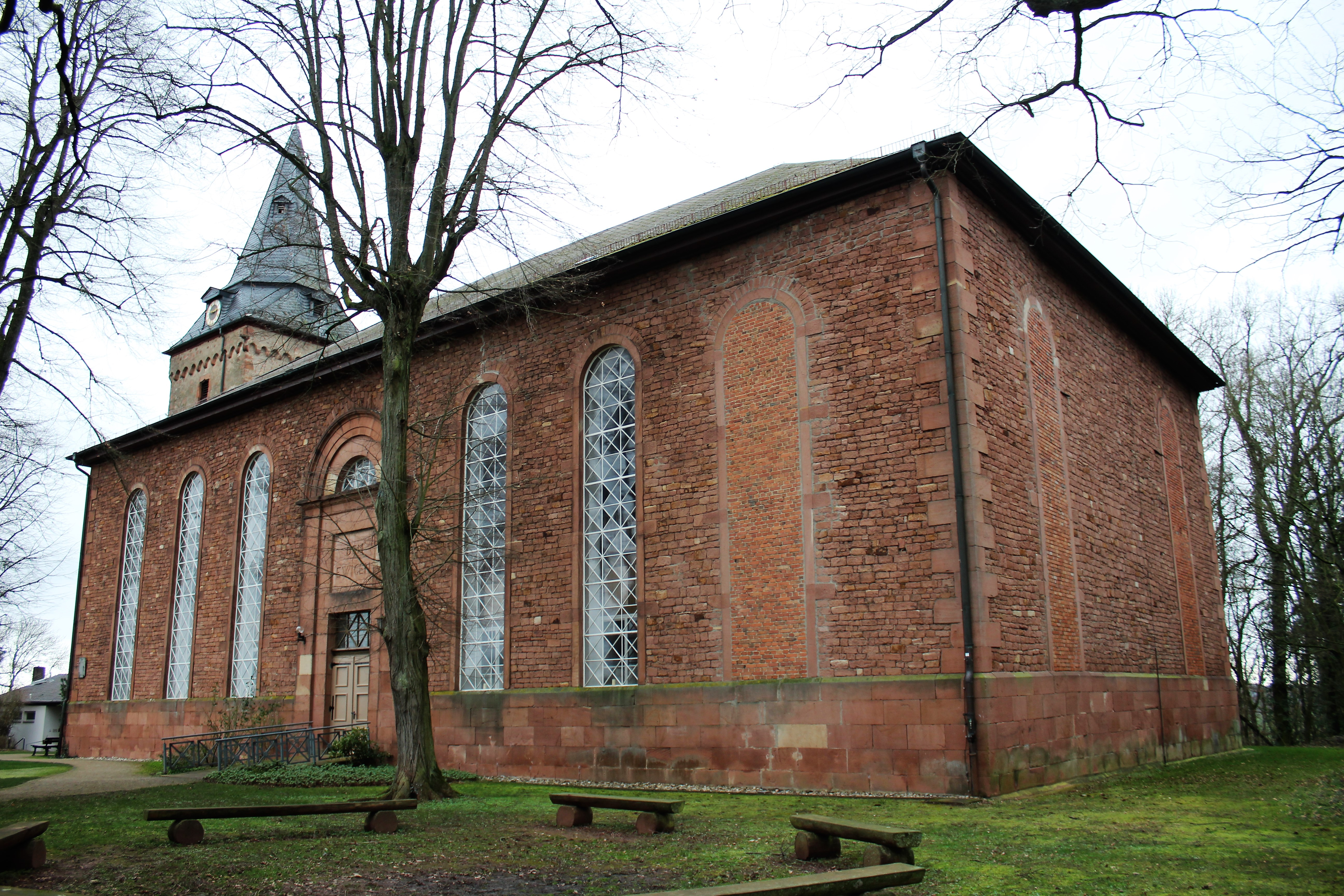
Ansicht von Südosten

Die Bergkirche Niedergründau ist eine evangelische Kirche auf dem Schieferberg (in der Gemarkung Niedergründau) in der Gemeinde Gründau im südhessischen Main-Kinzig-Kreis. Der wuchtige Westturm geht im Kern auf das 12. Jahrhundert zurück und wurde 1556/1557 neu gebaut. Die Saalkirche wurde 1840 im Stil des Klassizismus errichtet. Sie gehört der evangelischen Kirchengemeinde „Auf dem Berg“ und ist die zentrale Kirche für die Bevölkerung der Gründauer Ortsteile und der ehemaligen Gemeinde Roth, heute ein Stadtteil von Gelnhausen. Westlich des Kirchengebäudes befindet sich das Pfarrhaus, südlich das Glöcknerhaus/Küsterhaus und etliche Nebengebäude, meist zu landwirtschaftlichen Zwecken; um die Kirche herum und vor allem östlich der Kirchhof und außerhalb eine ehemalige Ziegelhütte.

## Geschichte

### Geschichte des Kirchensprengels und des Kirchengebäudes

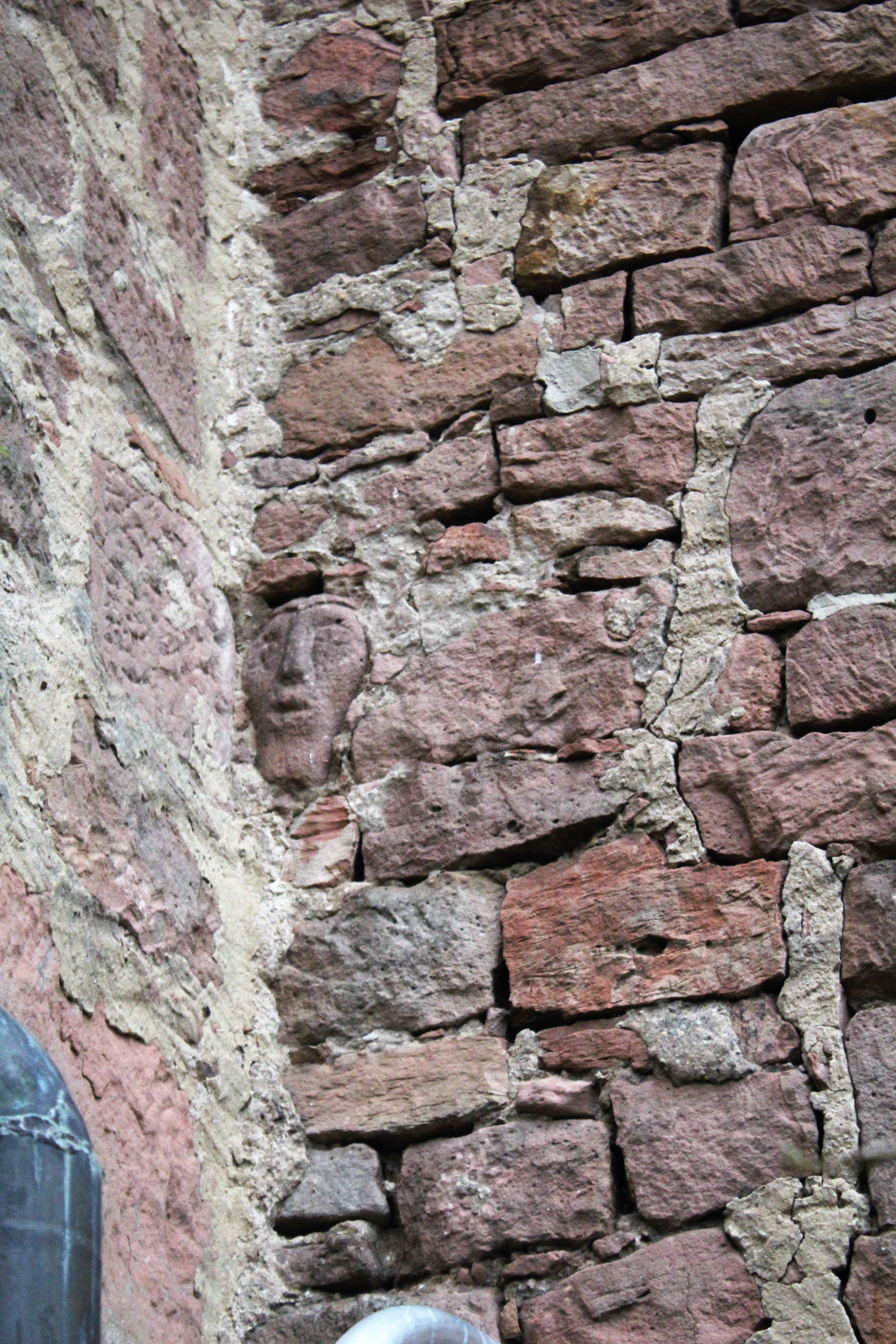
Eingemauerter Keltenkopf

Die dem heiligen Petrus geweihte Kirche wurde erstmals am 15. August 1217 urkundlich erwähnt (Friedrich II.: parrochialem ecclesiam in Grinda) und war wohl schon vorher im Besitz des Klosters Selbold, von dem aus die Geistlichen die Seelsorge in den umliegenden Dörfern wahrnahmen. Schon vor 1170 muss die Stiftung der Kirche auf dem Berg durch Gräfin Gisela erfolgt sein. Ein keltischer Sandsteinkopf, der als Spolie vermauert wurde, lässt an dem Ort ein früheres Heiligtum vermuten, das bisher aber nicht nachgewiesen wurde. Bei archäologischen Untersuchungen im November 1998 anlässlich des Einbaus einer neuen Heizungsanlage trat der Umriss der Chors der Vorgängerkirche zutage. Eine Nord-Süd-Mauer der ersten nachweisbaren Kirche weist Fischgrätenverband aus dem 11./12. Jahrhundert auf. Dies könnte die vor 1170 gestiftete Kirche sein, die nach ihrer mutmaßlichen Zerstörung wohl durch eine Fachwerkkirche in Ständerbauweise ersetzt wurde, bevor der heutige Bau entstand.
Ein Centgericht, das Gericht Gründau, fand bei der Kirche auf dem Berg statt und wurde 1260 erstmals erwähnt (in iudicio Grindaha). Der Pfarrsprengel der Kirche auf dem Berg umfasste die Orte Gettenbach, Haingründau (nur bis 1581), Kaltenborn (heute zu Haitz gehörig), Lieblos, Mittelgründau, Niedergründau, Roth, Rothenbergen und den untergegangenen Ort Rodenborn. Kirchlich gehörte Niedergründau im späten Mittelalter im Dekanat Roßdorf zum Archidiakonat St. Mariengreden im Bistum Mainz. Kloster Selbold behielt seine Rechte an der Kirche bis 1543, danach ging das Patronatsrecht an die Ysenburger über.
Mit Einführung der Reformation wechselte die Kirchengemeinde unter Pfarrer Nikolaus Molitor (Müller) vor 1549 zum evangelischen Bekenntnis in der Grafschaft Isenburg-Ronneburg und nach deren Aussterben letztlich zu Isenburg-Büdingen. Nach einer Besetzung während des Dreißigjährigen Krieges durch Hessen-Darmstadt (der lutherische Darmstädter Landgraf war Administrator für ganz Hessen geworden) fand ein Wechsel zum lutherischen Bekenntnis und nach Beilegung des Streites die Rückkehr zum reformierten Bekenntnis statt.
Nach Reparaturen des Turmdachs im Jahr 1553 wurde der heutige Turm 1556/1557 im Stil der Gotik neu erbaut und am 15. Oktober 1557 eingeweiht. Nach dem Dreißigjährigen Krieg waren umfassende Reparaturmaßnahmen erforderlich. In diesem Zug ließ die Gemeinde 1651 das Kirchengestühl, die Emporen („Bohrkirchen“) und die Kanzel neu anfertigen. Im Verlauf des 19. Jahrhunderts wurde die Kirche immer baufälliger; zudem reichte sie der Kirchengemeinde, die auf 2500–3000 Mitglieder angewachsen war, nicht mehr aus. Teile des Emporenboden brachen in den 1820er Jahren durch und fielen auf die darunter sitzenden Frauen.
Das heutige Kirchenschiff wurde ab dem 5. März 1838 im klassizistischen Stil neu gebaut und am 8. November 1840 eingeweiht. Das spätmittelalterliche Vorgängerschiff stammte im Kern wohl noch vom ursprünglichen Bau aus romanischer Zeit. Das Schiff hatte an der Nordseite ein kleines Rundbogenfenster, das dem Fenster der angebauten Sakristei an der Nordseite glich. Der gerade Chorschluss war später im gotischen Stil mit Spitzbogenfenstern, Kreuzgewölbe und Strebepfeilern umgebaut worden. Wenige Wochen nach der Einweihung zeigten sich die ersten Schäden in der Kirche, vor allem durch Feuchtigkeit. Eine große Renovierung wurde ab dem 8. August 1884 durchgeführt: „Nichts ist von der Kirche stehen geblieben als die Mauern, die Orgel und die Kanzel. Die 24 Säulen – 8 im Schiff und 16 an den Wänden – stehen.“
Im Jahr 1920 wurde die Kirche elektrifiziert. Im Rahmen einer Renovierung in den 1930er Jahren wurden die Fenster im Altarbereich vermauert. Eine Turmsanierung fand 1933 statt. Bei der Innenrenovierung der Kirche 1950–1954 wurden die Kirchen in den Seitenschiffen abgesenkt. In den Jahren 1996 bis 1999 erfolgte eine umfassende Renovierung der Kirche, bei der die Seitenschiffe wieder ihre ursprüngliche Höhe erhielten. Die Fensterscheiben wurden erneuert und der Fußboden ausgehoben und neu aufgefüllt. Die heutige farbliche Fassung orientierte sich stärker an der originalen. Um flexibel Raum für größere Veranstaltungen zu haben, wurde der Altar beweglich eingerichtet. Den Abschluss der Innenrenovierung bildete die Orgelsanierung in den Jahren 2006–2008.

### Geschichte der Höhenstraße
Die Kirche lag an der Straße des Reiches von Frankfurt nach Leipzig (Via Regia), die gleichzeitig ein Jakobsweg ist. Dieser Pilgerweg ist mit einer Jakobsmuschel markiert. Das Teilstück Bergstraße von Langenselbold bis Gelnhausen (Langenselbold: die Abtshecke, Niedergründau: der Schieferberg=Schiwwerberg und durch den südlichen Teil des Büdinger Waldes über den Hohlweg Dürich, oberhalb der Stadt Gelnhausen und durch den Obermarkt und die Leipziger Straße der freien Reichsstadt) war bis zum Beginn des 19. Jahrhunderts ein schwieriges Stück der alten Reichsstraße von Frankfurt nach Leipzig. Der Verlauf der Reichsstraße ist um die Jahrhundertwende des 18. zum 19. Jahrhundert (ca. 1798 bis 1810) in das (Kinzig-)Tal verlegt worden (wohl nicht nur wegen der zahlreichen Klagen der Kaufleute, sondern auch wegen der Beschwerden der Militärs, die Schwierigkeiten mit dem Transport des immer schwereren Kriegsgeräts über die Hügel hatten).
Mit der neuen Talstraße (über Rothenbergen, die Neue Herberge südlich von Lieblos und Roth nach Gelnhausen) verlagerten sich auch die Truppentransporte – u. a. auch die der Armee Napoleons – in das Tal, obwohl bei dem Rückzug von der Leipziger Völkerschlacht die Verfolger der Armee des Kaisers der Franzosen – eine russische Kosakeneinheit des Generals Tschernyschow mit ca. 8.000 Mann – das Gelände an der Bergkirche bis zum Hühnerhof bei Gettenbach 1813 als Feldlager nutzte. Von dem höher gelegenen Gelände ließ sich die neue Talstraße gut überwachen. Ein ergreifender Bericht über die französische Retirade und das Schicksal dreier Sänitätssoldaten (einer von ihnen ist später vermutlich bei Mittelgründau erschlagen worden), die die Pfarrerswitwe – trotz der auch ihr und ihren Kindern (darunter auch der spätere Theologe und Historiker Anton Calaminus) drohenden Gefahr – in den letzten drei Oktobertagen 1813 im schwer zugänglichen Turm der Bergkirche versteckte, ist überliefert.

### Kirchspielschule im Glöcknerhaus

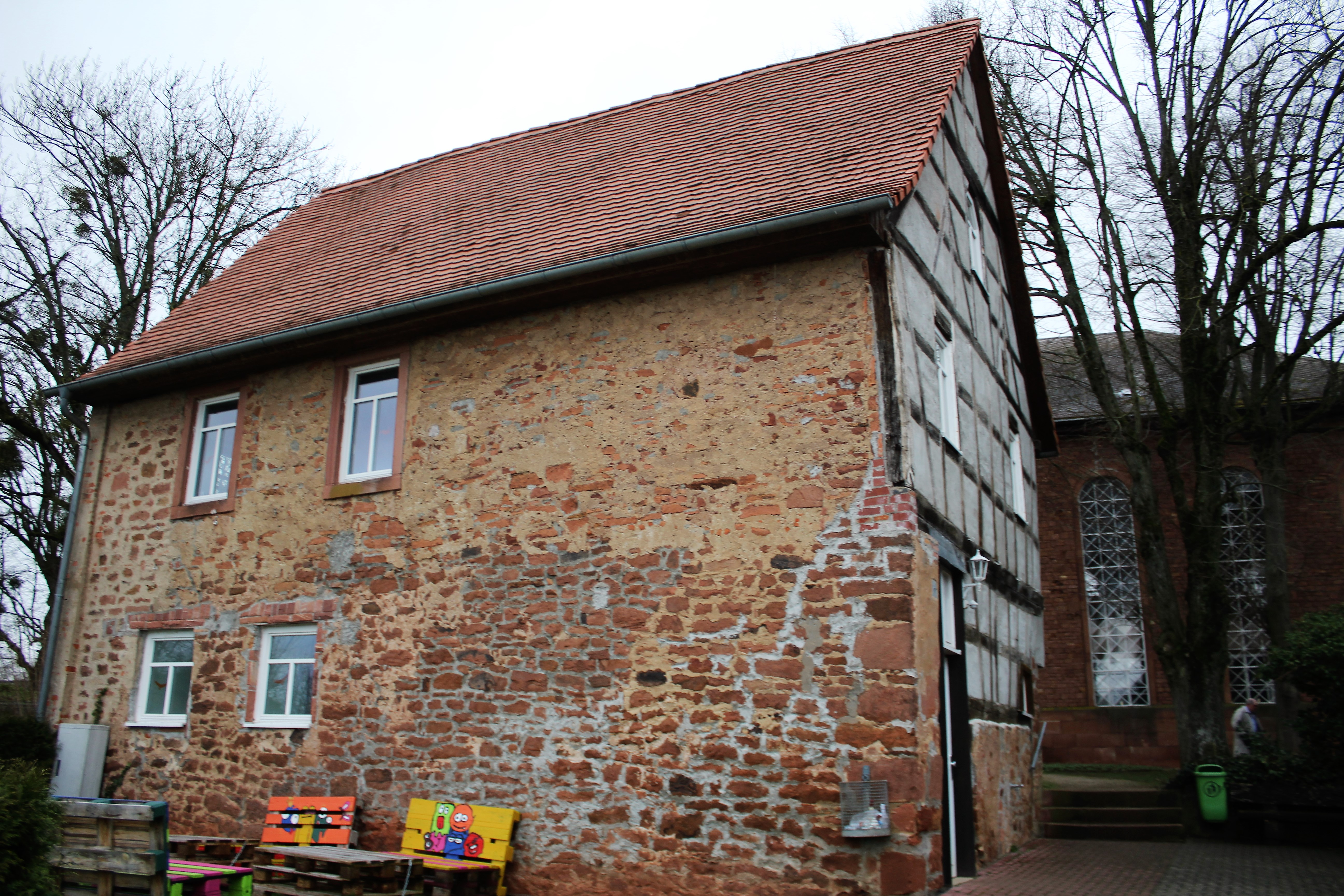
Glöckner-/Küsterhaus

Der Pfarrer auf dem Berg war nach der Einführung des reformierten Bekenntnisses für die Unterweisung der Kinder und Erwachsenen des gesamten Kirchspiels in der neuen Lehre (Katechismus, Gebete und Lieder) verantwortlich. Deshalb fand der Unterricht jeden Sonntag nach dem Gottesdienst statt. Wer nicht teilnahm, solls jedesmal gestraft werden (Kirchen disciplin Undt policey Ordnung von 1643). Nachdem der Glöckner zunächst nur Gehilfe des Pfarrers war, ging der Unterricht nach und nach ganz auf ihn über (Schulmeister). Ende des 17. Jahrhunderts stieg die Schülerzahl erheblich an, so dass die Herrschaft (Georg Albrecht zu Ysenburg und Büdingen in Meerholz) in die Anstellung eines weiteren Dorfschulmeisters für die Kinder der Ortschaften Roth und Lieblos einwilligte. Um 1730 richteten auch die Dörfer Rothenbergen und Mittelgründau örtliche Schulen ein (das alte Mittelgründau war im Dreißigjährigen Krieg eingegangen, die verbliebenen Einwohner mussten sich in Buchen ansiedeln, das später in Mittelgründau umbenannt wurde). Auch das Dorf Roth richtete nach der Abtrennung von Lieblos eine eigene Schule ein – die Dorfschule war eine allgemeine Erscheinung in ganz Deutschland geworden.

## Architektur

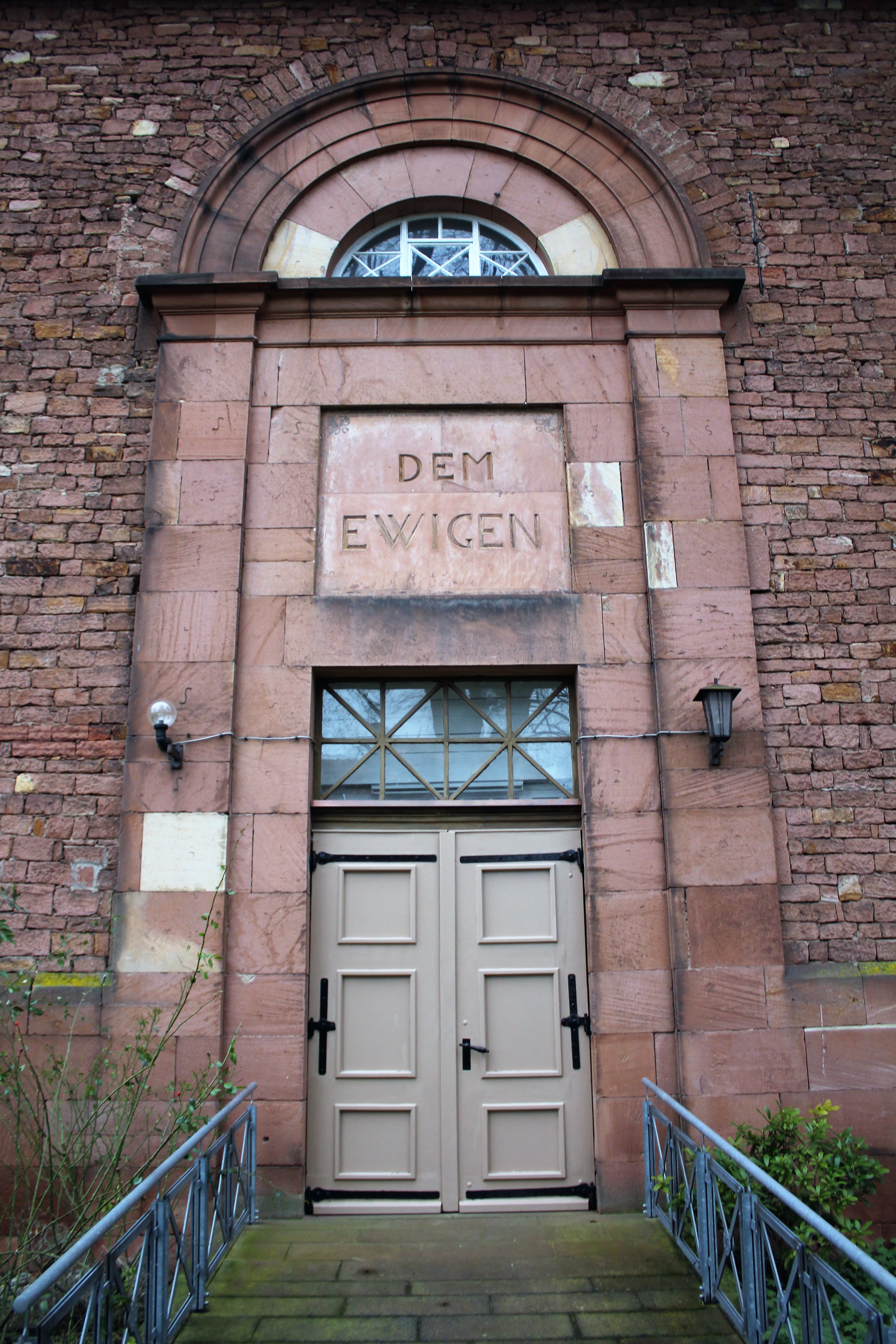
Südportal

Der geostete Saalbau ist in prominenter Lage auf dem Schieferberg, einem flachen Hügel im flachwelligen Ronneburger Hügelland, aus rotem Bruchsteinmauerwerk auf rechteckigem Grundriss am nordöstlichen Ortsrand errichtet. Er liegt inmitten eines ehemals befestigten Kirchhofs, an den sich das Pfarrhaus und die Küsterwohnung anschloss. Das heutige Pfarrhaus von 1908/1909 ersetzt ein Pfarrhaus von 1751. Der bis 1974 als Glöckner- und Küsterhaus genutzte alte Fachwerkbau diente bis 1813 zugleich als Schulhaus für das Gericht Gründau und bis etwa 1915 im westlichen Obergeschoss als Konfirmandensaal. Heute wird er als Jugendzentrum genutzt. C. Michelmann errichtete 1815 ein Brunnenhaus. Zur Wasserversorgung des Pfarrhauses wurde von Bergleuten aus Bieber ein etwa 50 Meter tiefer Brunnen gegraben, der mittels eines Tretrads betrieben wurde. Anstelle der Pfarrscheune von 1680 wurde 1969/1970 ein Gemeindehaus errichtet.
Das Kirchenschiff misst 35,50 m × 19,30 m. Es hat einen Sockel und Eckquaderung aus rotem Sandstein und wird von einem flachen Walmdach abgeschlossen. An den Langseiten befinden sich axial die beiden Portale in einer vorkragenden hochrechteckigen Umrahmung aus Sandsteinquadern. Unter dem Gesims ist als Inschrift eingelassen: „DEM EWIGEN“. Über dem Gesims ist ein Rundbogen mit einem Fenster angebracht. Der Innenraum wird an den Langseiten durch je sechs hohe Rundbogenfenster belichtet. Das östliche Südfenster ist ebenso vermauert wie die beiden Ostfenster.
Der wuchtige gotische Westturm aus unverputztem Bruchsteinmauerwerk mit Eckquaderung wird durch umlaufende Gesimse in unterschiedlich hohe Geschosse gegliedert. Er misst bis zur Dachspitze 32,20 Meter, mit Kirchturmhahn 35,00 Meter. Das Westportal mit stumpfem Spitzbogen und schlichtem Sandsteingewände dient heute als Haupteingang und führt in die Turmhalle mit Kreuzrippengewölbe. Über dem Portal ist eine Halbrosette eingelassen. Der Turm hat nur wenige kleine Fenster. Das Obergeschoss dient als Glockenstube und beherbergt ein Vierergeläut. Erhalten sind das Turmuhrwerk von J. F. Weule aus dem Jahr 1899 samt den Zifferblättern der Turmuhr. Der massiv aufgemauerte Turm wird durch ein Rundbogenfries abgeschlossen, das auf einen ehemaligen Wehrgang hinweist. Darüber erhebt sich der oktogonale Spitzturm, der von Turmknauf, Kreuz und Wetterhahn bekrönt wird. An der West- und Südseite sind oberhalb der Traufe Dachgauben mit den Zifferblättern der Turmuhr aufgesetzt.

## Ausstattung

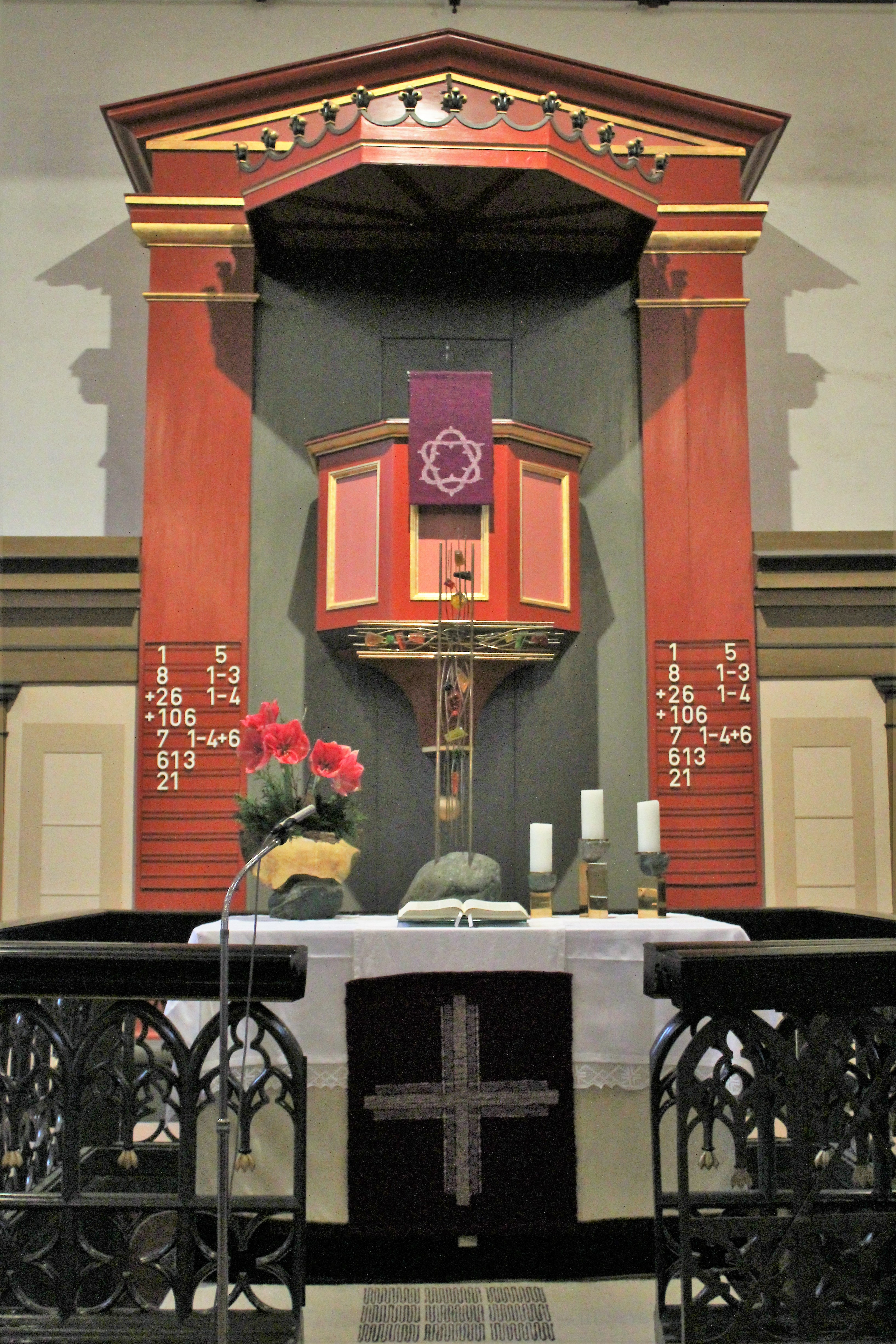
Kanzelaltar

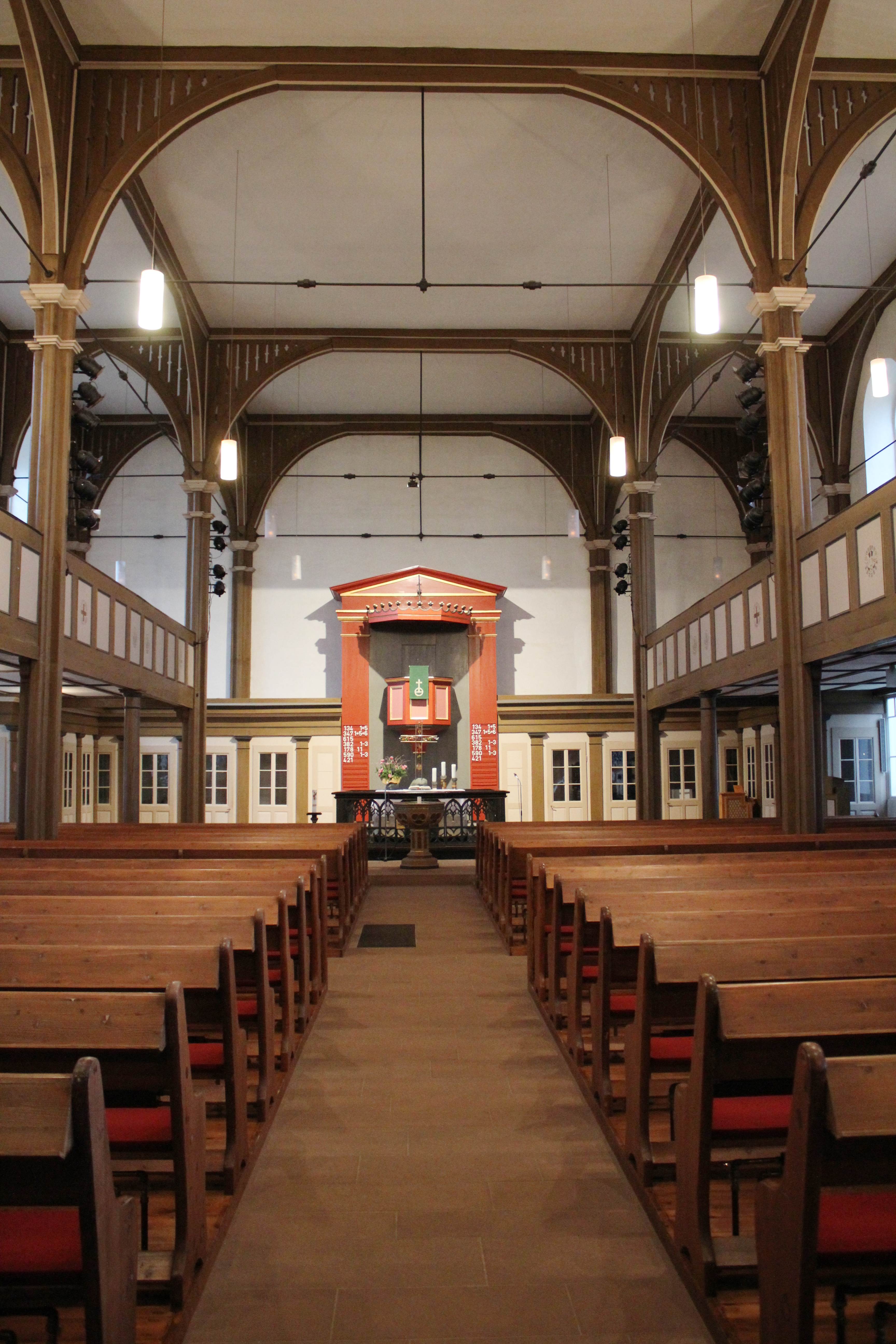
Innenraum Richtung Osten

Der flachgedeckte Innenraum hat eine hölzerne Gliederung als Emporenhalle mit vielfältigen neugotischen Elementen. Er wird von schlanken Holzsäulen und Wandstützen in hellbrauner Fassung beherrscht, die durch Stahlstreben stabilisiert sind. Die runden Kopfbänder, die oberhalb der Emporen einen Spitzbogen bilden, machen den Raum zu einer dreischiffigen Hallenkirche. Die freistehenden Bündelpfeiler, bedeutend schlanker als ihre steinernen Vorbilder, beziehen die dreiseitig umlaufende Empore ein. In der Brüstung sind einige der hellen hochrechteckigen Füllungen mit christlichen Motiven bemalt: Abendmahlskelch, Ähren, Kreuz und Taube. 
Die Orgel steht auf der Westempore und ist in Forman eines klassizistischen Barock gehalten.
Der Orgel gegenüber steht auf der Ostseite der Kanzelaltar, im Unterschied zu Arkaden und Emporen streng klassizistisch gehalten. Altar und Orgel heben sich durch ihre rote Fassung von der übrigen Kirchenausstattung ab. Passend zum Kanzelaltar ist der untere Teil der Ostwand mittels flacher antikisierender Pilaster gegliedert. Der fünfseitige Kanzelkorb wird von zwei Pilastern mit Architrav und flachem Dreiecksgiebel gerahmt. Eine Reihe von stilisierten Lilien bekrönt den polygonalen Schalldeckel. Die Altarmensa ist von einer Holzbrüstung mit neogotischem Maßwerk umgeben. Das bunte, vergoldete Altarkreuz von Bernd Wilfer ziert seit dem 1. Advent 2007 den Altar. In diesem Zusammenhang wurde der gesamte Altarschmuck neu gestaltet.
Das schlichte Kirchengestühl lässt einen Mittelgang frei. Die seitlich des Altars errichteten Pfarr- und Presbyterstände weisen Pilastergliederung auf.

## Orgeln

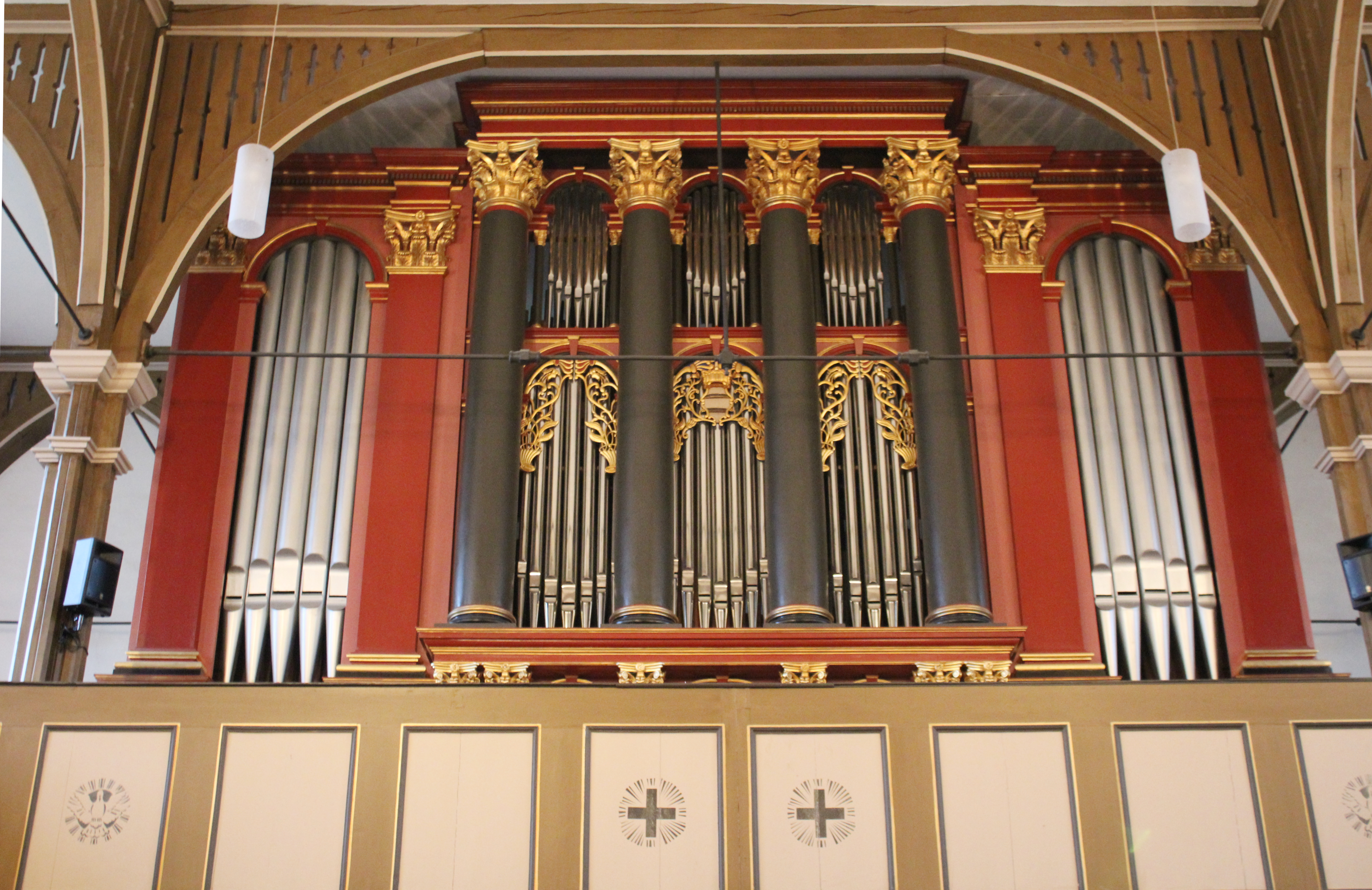
Ratzmann-Orgel von 1839

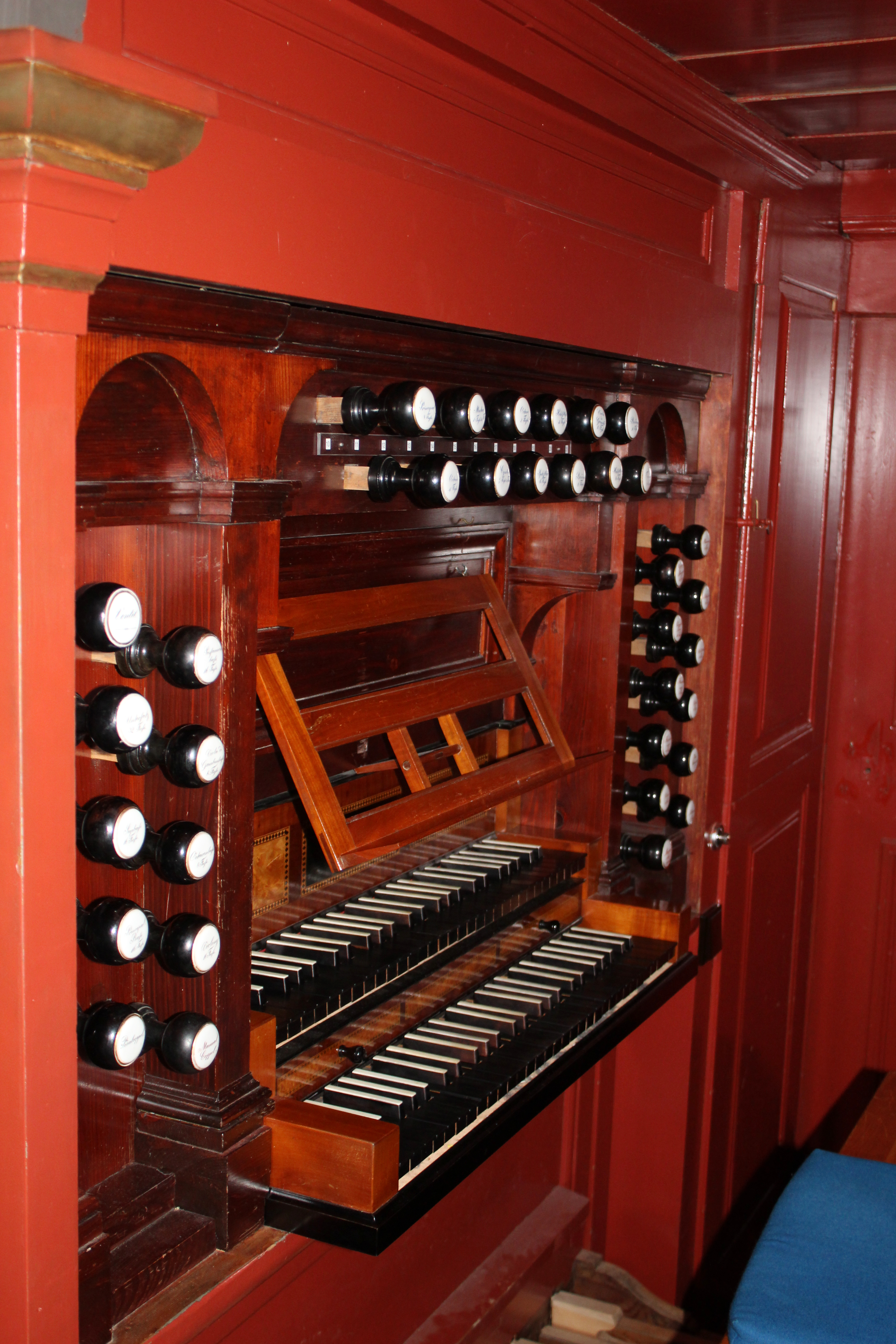
Spieltisch der Orgel

Die Hauptorgel auf der Empore wurde im Jahr 1839 unter Mitwirkung von Georg Franz Ratzmann und seinem Sohn Wilhelm August Ratzmann aus Ohrdruf erbaut. Im 19. Jahrhundert wurde ein Register ausgetauscht und im Ersten Weltkrieg wurden die metallenen Prospektpfeifen abgeliefert. Die Firma Förster & Nicolaus führte 1981 eine Teilrestaurierung durch, rekonstruierte die verlorenen Prospektpfeifen und stellte die um 1900 umgehängte Traktur wieder her. Von 2006 bis 2008 restaurierte Orgelbau Waltershausen die Orgel umfassend und sanierte Windladen, Klaviaturen und Mechanik. Ermöglicht wurde dies durch einen Orgel-Förderverein. Das weitgehend erhaltene Schleifladen-Instrument verfügt über 31 Register auf zwei Manualen und Pedal in einem Gehäuse in roter und rosa Fassung.
Die Orgel weist entsprechend thüringischer Orgelbautradition einen hohen Anteil an Holzregistern auf. Ungewöhnlich ist, dass der seitenspielige Spieltisch hinter einem Rundbogen im Untergehäuse eingebaut ist, sodass der Organist inmitten seines Instruments sitzt. Die Pfeifen des Registers Untersatz 32′ sind aus Holz gefertigt und stehen teilweise im Prospekt in den seitlichen, rundbogigen Pfeifenfeldern zwischen Pilastern. Um sie den übrigen Prospektpfeifen anzugleichen, wurden sie vorne gerundet und mit Metallfarbe bestrichen. Die mittleren, zweigeschossigen Rundbogenfelder werden durch vier mächtige Halbsäulen mit vergoldeten korinthischen Kapitellen gegliedert. Die drei unteren, größeren Pfeifenfelder weisen filigranes Schleierwerk auf. Die grauen Säulen stehen auf einer profilierten Konsole, die von sechs kleineren Halbsäulen getragen wird. Gestimmt ist das Instrument einen Ganzton über der normalen Tonhöhe.
| I Hauptwerk C–f3 |         |
| Bourdon          | 16′     |
| Prinzipal        | 8′      |
| Hohlflöte        | 8′      |
| Gamba            | 8′      |
| Bourdon          | 8′      |
| Oktave           | 4′      |
| Spitzflöte       | 4′      |
| Hohlflöte        | 4′      |
| Oktave           | 2′ + 1′ |
| Mixtur IV        |         |
| Cymbel III       | 1⁄2′    |
| Trompete         | 8′      |

| II Oberwerk C–f3 |         |
| Quintade         | 16′     |
| Prinzipal        | 8′      |
| Flöte travers    | 8′      |
| Harmonica        | 8′      |
| Stillgedackt     | 8′      |
| Salizional       | 8′      |
| Waldflöte        | 4′      |
| Flauto travers   | 4′      |
| Oktave           | 4′      |
| Oktave           | 2′ + 1′ |
| Mixtur IV        |         |
| Vox cael.        | 8′      |

| Pedalwerk C–d1 |     |
| Untersatz      | 32′ |
| Prinzipal      | 16′ |
| Subbass        | 16′ |
| Violon         | 16′ |
| Oktavbass      | 8′  |
| Viola da Gamba | 8′  |
| Posaune        | 16′ |

- Koppeln:  II/I, I/P

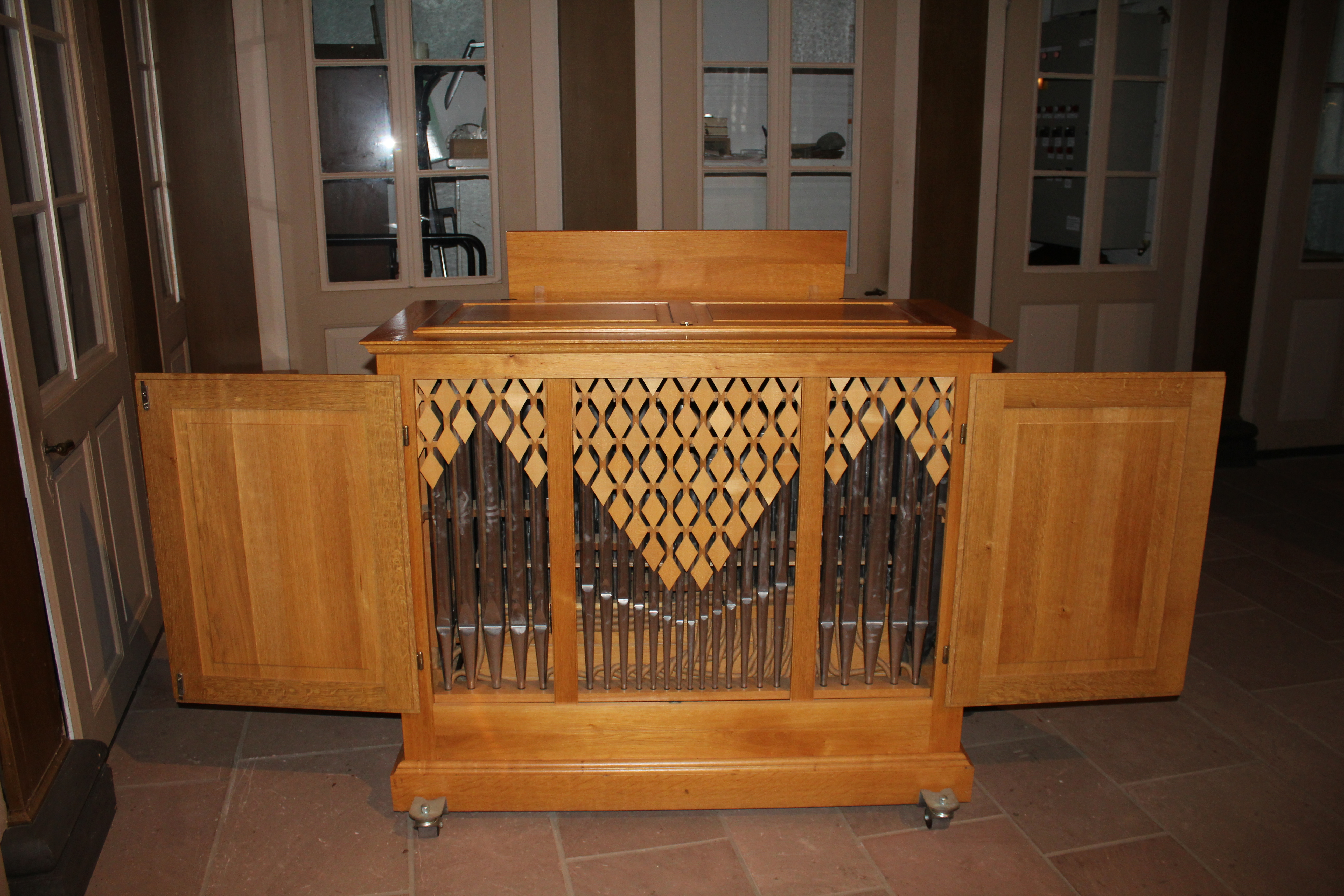
Truhenorgel von 1992

Die mobile Truhenorgel von Förster & Nicolaus aus dem Jahr 1992 steht im Altarraum. Das Opus 685 verfügt über fünf Register und hat folgende Disposition:
| I Manual C–f3 |       |
| Gedackt       | 8′    |
| Flöte         | 4′    |
| Principal D   | 2′    |
| Quinte        | 1 ⁄3′ |
| Zimbel II     |       |

## Geläut
Die mittelalterliche „Osanna“ ist die drittgrößte und älteste Glocke. Sie wurde im Jahr 1509 von Meister Hans aus Frankfurt am Main gegossen und trägt die Inschrift OSANNA HEIS ICH MEISTER HANS CZW FRANCKFORDT GOS MICH MCCCCCIX. Sie dient als Stundenglocke. Im Jahr 1673 wurden zwei Glocken von den kaiserlichen und französischen Truppen gestohlen. Johann Peter (I.) Bach und sein ältester Sohn Johann Georg Bach aus Windecken gossen 1779 eine neue mittlere Glocke und Philipp Heinrich Bach 1853 eine kleine Glocke. Beide Bach-Glocken wurden 1917 und zwei Glocken aus dem Jahr 1933 im Jahr 1942 zu Kriegszwecken eingeschmolzen. 1954 wurden drei neue Glocken (Betglocke, Friedensglocke, Taufglocke) von der Glockengießerei Bachert gegossen und im selben Jahr eingeweiht. Das heutige Vierergeläut aus Bronze erklingt auf einem ausgefüllten es-Moll-Akkord.
| Nr. | Gussjahr | Gießer, Gussort                                        | Durchmesser (mm) | Höhe (mm) | Masse (kg) | Schlagton | Inschrift                                                                                          |
| --- | -------- | ------------------------------------------------------ | ---------------- | --------- | ---------- | --------- | -------------------------------------------------------------------------------------------------- |
| 1   | 1954     | Glockengießerei Bachert, Bad Friedrichshall-Kochendorf | 1270             | 930       | 1300       | es1       | „CHRISTUS SPRICHT: ICH BIN DIE AUFERSTEHUNG UND DAS LEBEN GEBRÜDER BACHERT, 1954, BERGKIRCHE 1954“ |
| 2   | 1954     | Glockengießerei Bachert, Bad Friedrichshall-Kochendorf | 1060             | 800       | 775        | ges1      | „DEM FRIEDEN GEWEIHT RUF ICH ZUR SELIGKEIT“                                                        |
| 3   | 1509     | Meister Hans, Frankfurt am Main                        | 1020             | 820       | 550        | as1       | „OSANNA.HEIS.ICH.MEISTER.HANS.CZW. FRANCKFORDT.GOS.MICH.MCCCCCIX“                                  |
| 4   | 1954     | Glockengießerei Bachert, Bad Friedrichshall-Kochendorf | 840              | 630       | 375        | b1        | „LASSET DIE KINDLEIN ZU MIR KOMMEN UND WEHRET IHNEN NICHT“                                         |

## Kirchengemeinde
Die Evangelische Kirchengemeinde Auf dem Berg, die zum Kirchenkreis Kinzigtal gehört, ist in vier Pfarrbezirke eingeteilt, die von je einer Pfarrstelle versorgt werden. Mit etwa 8000 Mitgliedern aus allen Ortenteilen von Gründau und Gelnhausen-Roth ist sie die größte Kirchengemeinde innerhalb der Evangelischen Kirche von Kurhessen-Waldeck. Im Jahr 1977 schloss sich die Kirchengemeinde Hain-Gründau, die bis dahin selbstständig war und zur Evangelischen Kirche in Hessen und Nassau gehörte, der Kirche Auf dem Berg an. 2017 wurde der Ortsteil Breitenborn ebenfalls nach Niedergründau eingepfarrt.

### Regelmäßige Veranstaltungen
Neben den Gottesdiensten werden über das ganze Jahr verteilt Orgelkonzerte und sonstige kulturelle Veranstaltungen durchgeführt.
Einmal jährlich im Frühjahr findet der Motorrad-Gottesdienst in der Bergkirche statt. Von dort aus erfolgt auch die Ausfahrt, die am Festplatz in Gelnhausen als Treffpunkt endet. Das Ereignis gilt als eines der größten Motorradtreffen in Deutschland.

### Pfarrer
Aus dem 13. Jahrhundert sind verschiedene Priester und Plebane namentlich bekannt. Mit der Reformation nahm die Kirchengemeinde das lutherische Bekenntnis an, Graf Wolfgang Ernst zu Isenburg und Büdingen führte 1601 das reformierte Bekenntnis ein. Während des Dreißigjährigen Krieges gab es von 1635 bis 1643 lutherische Pfarrer, anschließend wieder reformierte. Ab 1818 wurde die Pfarrei uniert.
- 1340–1353 Gerlach von Büches
- 1357–1372 Hermann von Rückingen
- 1384 Bechtold von Bünau
- 1398–1410 Friedrich Schatz
- 1411–1416 Hartmann Klüppel
- 1424–1430 Johann Forstmeister
- 1431 Ulrich
- 1436 Friedrich Menger
- 1440–1454 Wilhelm Brunsack gen v. Dorsten
- 1458 Johann Forstmeister
- 1459–1461 Conrad Brelle
- 1462–1468 Johann von Breidenbach
- 1469–1481 Johann(es) Appel
- 1509–1517 Conrad (von) Hanau
- bis 1542 Heinrich Acker
- 1543–1553 Nikolaus Molitor (Müller) († 1559)[25]
- 1554–1559 Henn Kotzer gen. Kunshen
- 1560–1576 Georg (Jörg) Gropp
- 1577–1582 Michael Eichler
- 1582–1583? Johannes Wankel
- 1591 Johannes Griplebius
- 1594–1597 Daniel Altenbach († 1616)
- 1597–1598 Kaspar Kahl († 1610)
- 1602–1609 Jakob Keller (Cellarius)
- 1610–1611 Heinrich Degen († 1611 auf dem Berg)
- 1613–1618 Kaspar Münch
- 1618–1635 Nikolaus Oberlin
- 1644–1648 Johannes Seicius (Seizius)
- 1648–1649 Johann(es) Heilmann
- 1650–1651 Georg Wolfgang Heilmann
- 1651–1652 Philipp Nikolai
- 1653–1655 Johannes Selzius
- 1655–1657 Peter le Pleige
- 1657 Johann Konrad Münch (Gründau und Meerholz)
- 1658–1675 Johann Adam Romeuser (* 1638 in Hanau; † 1697 in Rodheim vor der Höhe)
- 1675–1679 Johann Georg Capsius
- 1680–1693 Johann Georg Repp (1654–1702)
- 1693–1699 Johann Georg Beck
- 1699–1704 Johann Heinrich Geller (* 1671 in Büdingen; † 1737 ebenda)
- 1704–1735 Wilhelm Moritz Geller (* um 1666 in Büdingen; † 1735 auf dem Berg)
- 1735–1745 Johann Otto Richter
- 1745–1767 Johann Georg Ludwig Melchior Rüffer (* 1712 in Schlüchtern; † 1767 auf dem Berg)
- 1768–1790 Johann Ludwig Calaminus (* 1715 in Wächtersbach; † 1790 auf dem Berg)[26]
- 1790–1813 Franz Ludwig Christian Calaminus (* 1760 in Niedermittlau; † 1813 auf dem Berg)[26] Vater von Anton Calaminus
- 1814–1859 Ludwig Maximilian Reutzel (* 1779 in Wächtersbach; † 1859 auf dem Berg), Pfarrverweser bzw. Pfarrer[27]
- 1860–1885 Karl Friedrich Reutzel (* 1812 in Niedermittlau; † 1887 in Rothenbergen), 1838 Adjunkt, 1852 Pfarreiverweser[28]
- 1885–1928 Adolf Georg Schilling (* 1858 in Apelern bei Rinteln; † 1943 in Hannover)
- 1928–1950 Wilhelm Handwerk (* 4. Oktober 1901 in Witzenhausen; † 7. April 1977 Bernay; von November 1926 bis Juni 1928 zunächst Hilfspfarrer, ab Juli 1928 Pfarrer; Heidelberger Katechismus, ab 1935 Bekennende Kirche)[29]
- 1951–1959 Reinhard Thiele
- 1960–1994 Arnold Braatz (1931 in Karzig (Gardzko)/Neumark; † 2008)
- 1994–1999 Brigitte Bannasch
- 1999–2010 Burkhard Kalden (* 19. März 1952; † 17. Juli 2010)
- seit 2011 Ligaya Jardas (* 1981), seit 2017 Pfarrstelle geteilt
- seit 2017 Caroline Miesner, halbe Pfarrstelle